# Бранденбург (город)
Бра́нденбург (Бранденбу́рг), или Бранденбург-на-Хафеле (нем. Brandenburg an der Havel) — город на реке Хафель в Германии, в земле Бранденбург, где имеет статус внерайонного города. Самый древний город земли Бранденбург.

Внерайонный город Бранденбург-на-Хафеле на административной карте земли Бранденбург

Занимая площадь 228,8 км², Бранденбург-ан-дер-Хафель является самым крупным по площади городом земельного подчинения в Бранденбурге. Население составляет 72 420 человек (на 31 декабря 2019 года). Официальный код — 12 0 51 000.
Город подразделяется на 6 городских районов.

## История
В старину город был известен как Бреннабург или Бренданбург, позднее употреблялось исковерканное Бреннаборх или Бреннабор. По-славянски Бранибор букв. — «Бранный Бор». От Бранденбурга ведёт своё название Бранденбургская марка.
Крепость племени гаволян Бреннабург зимой 927—928 годов была захвачена германским королём Генрихом I.
Его преемник, император Оттон I, учредил здесь в 949 году епископство, сначала подчинённое архиепископу майнцскому, в 968 году присоединённое к новообразованному Магдебургскому архиепископству, но уже в 983 году снова разрушенное язычниками-вендами, после чего было восстановлено лишь в 1161 году Альбрехтом Медведем.
Когда в 1539 году епископ Матиас фон Ягов принял лютеранство и в 1544 году католическое богослужение в соборе прекратилось, управление епископством перешло к курфюрсту, а в 1598 году прежнее епископство было окончательно упразднено, а поместья его отчасти присоединены к частным владениям курфюрста, отчасти же распроданы различным дворянским родам.
Старый и Новый город, разделённые рекой Хафель, некогда управлялись отдельными магистратами, будучи особыми административными единицами; но с 1715 года слиты воедино.

## Демография
| Год  | Население |
| ---- | --------- |
| 1990 | 93 015    |
| 1995 | 86 753    |
| 2000 | 78 404    |
| 2005 | 74 129    |
| 2010 | 71 778    |
| 2015 | 71 574    |
| 2020 | 72 040    |

## Известные уроженцы
См. Категорию:Родившиеся в Бранденбурге-на-Хафеле

## Фотографии

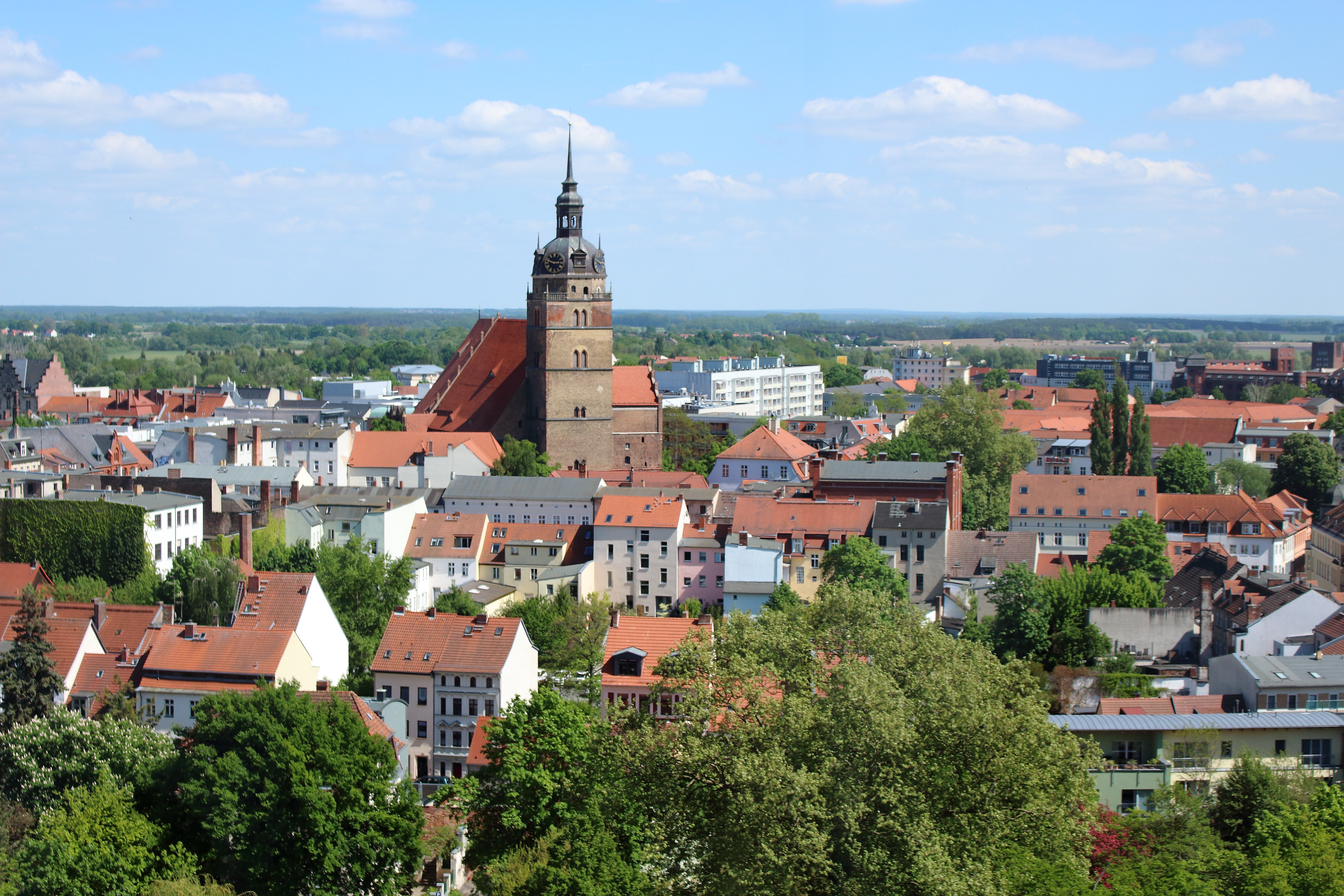
Церковь св. Екатерины и Павла
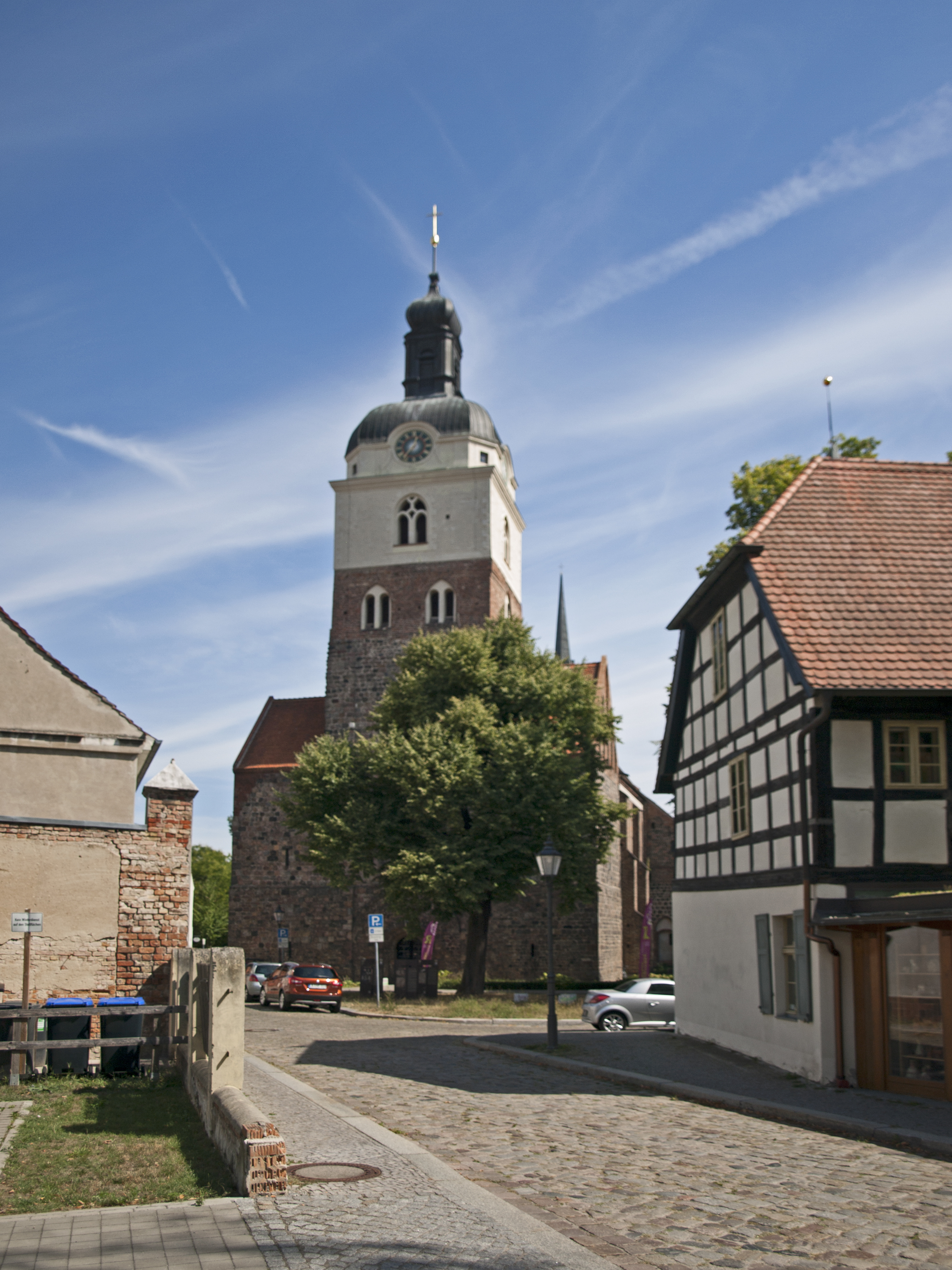
Церковь св. Готхардта
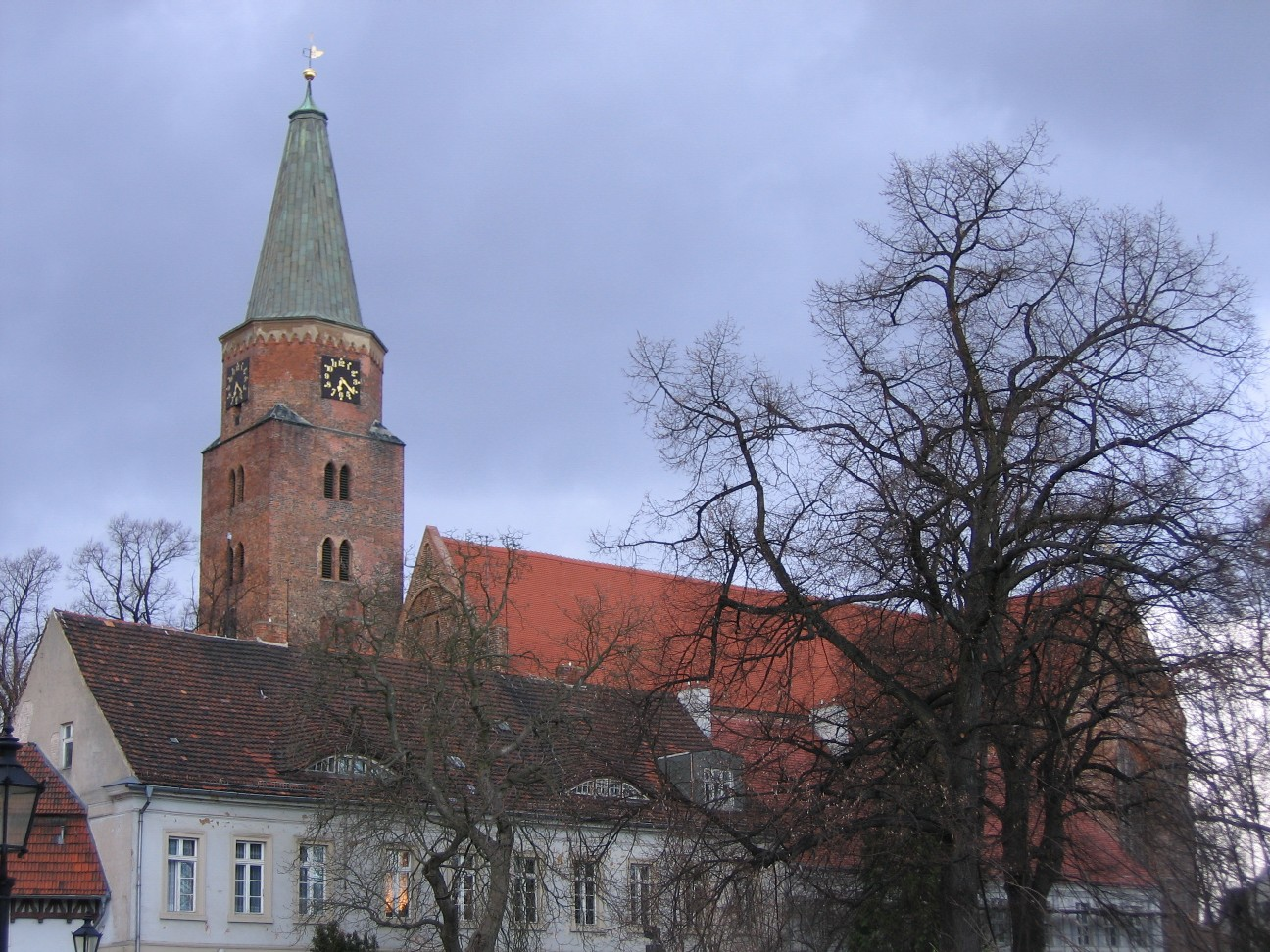
Кафедральный собор
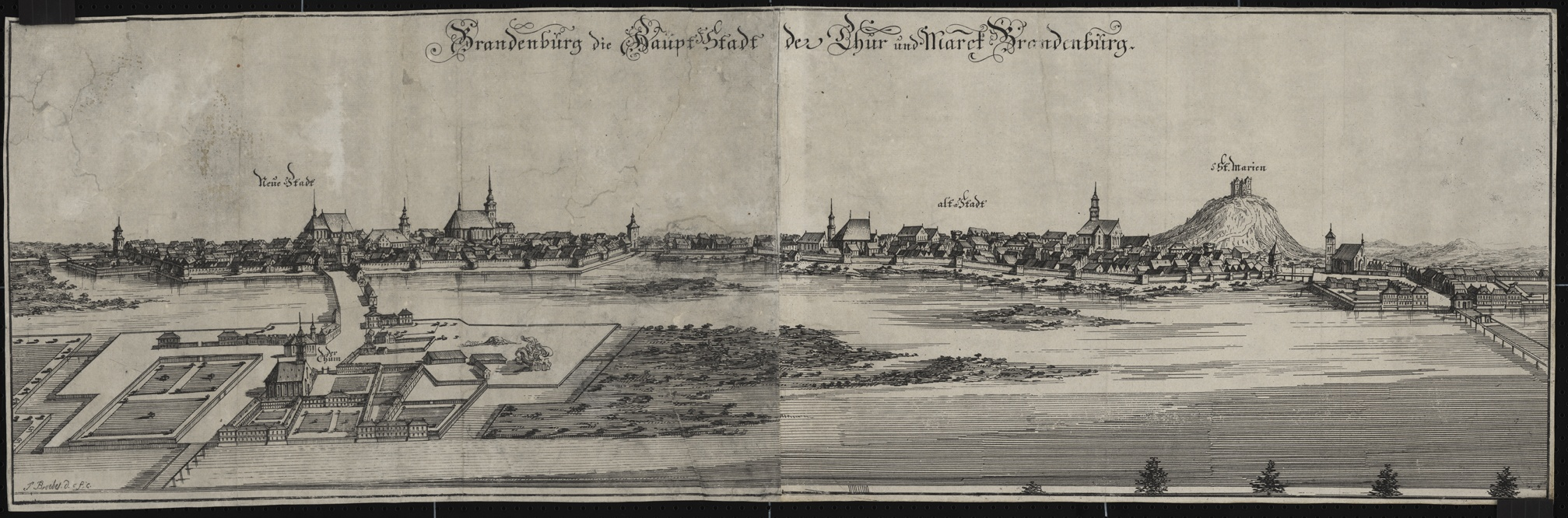
Бранденбург в 1700
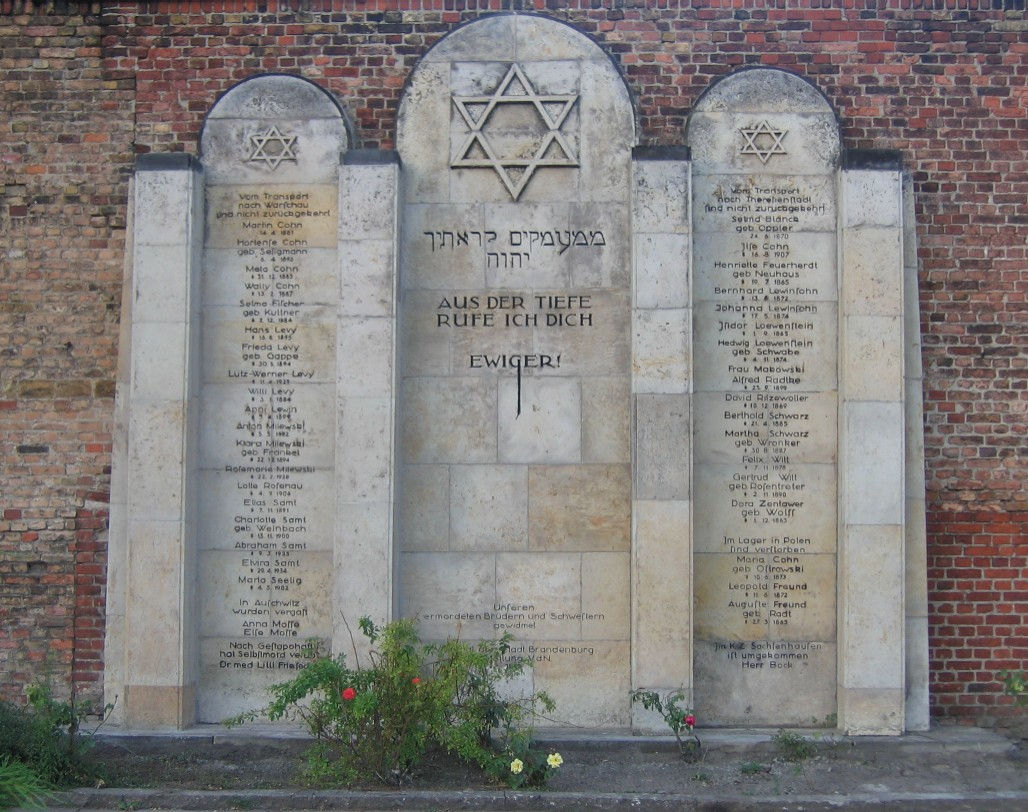
Мемориальная плита на еврейском кладбище
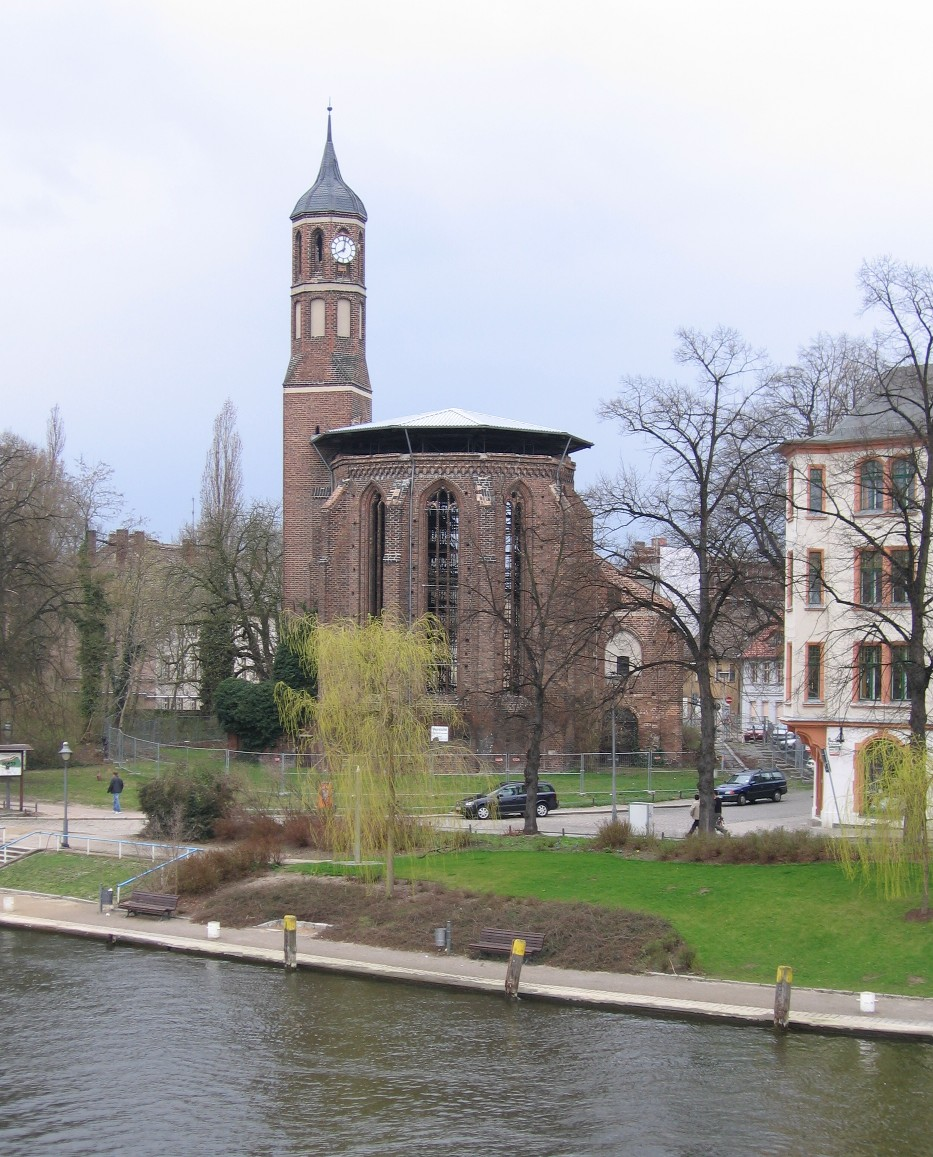
Руины францисканской церкви св. Иоанна
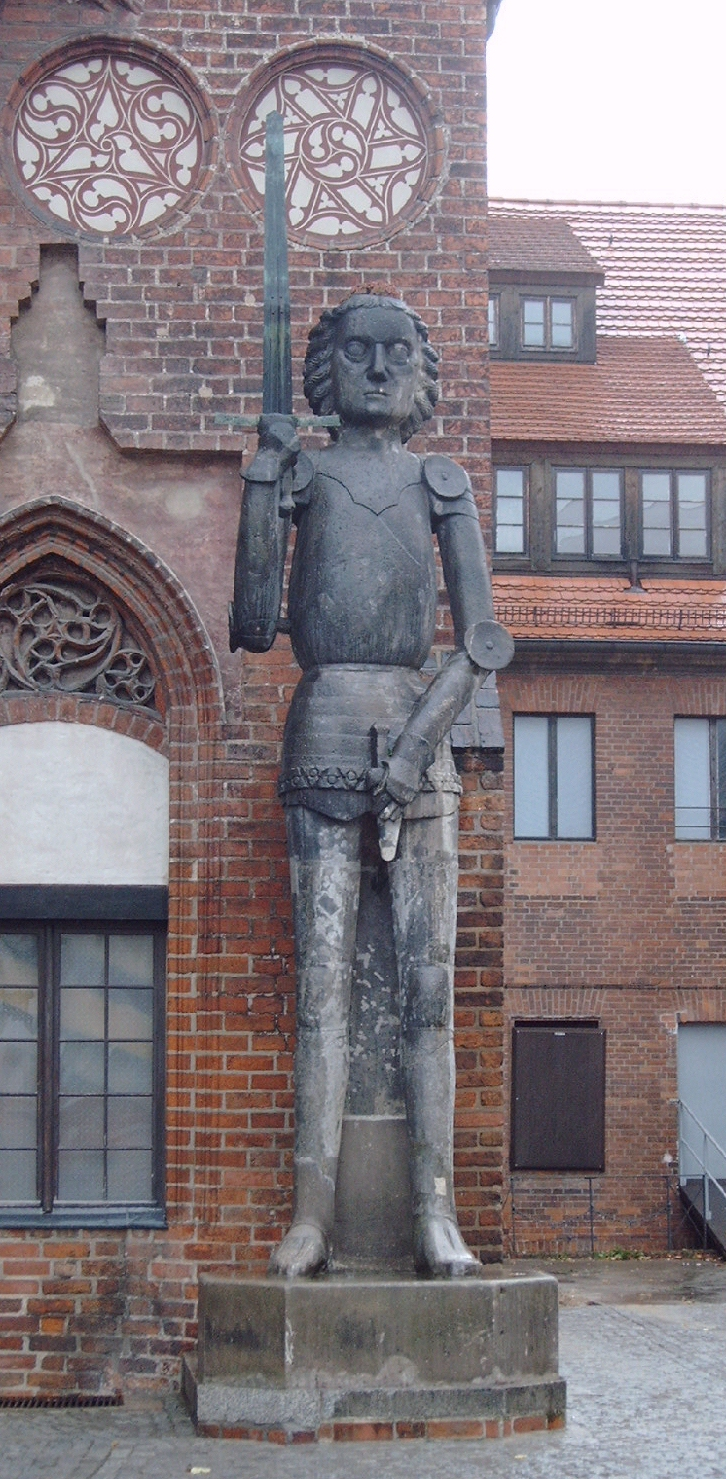
Статуя Роланда
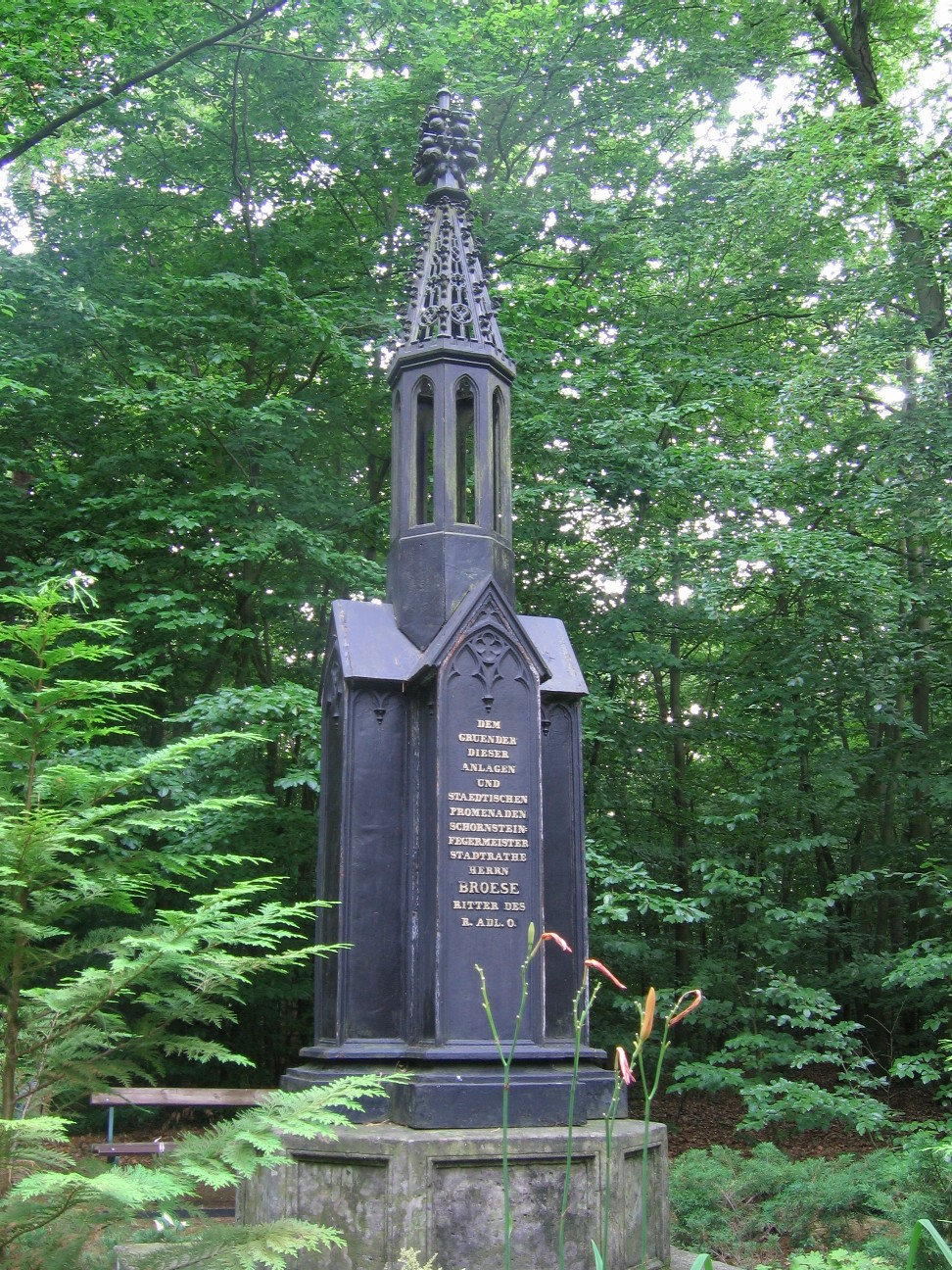
Памятник Йоганну Готтфриду Брёзе